# Gjøvik Olympiske Fjellhall

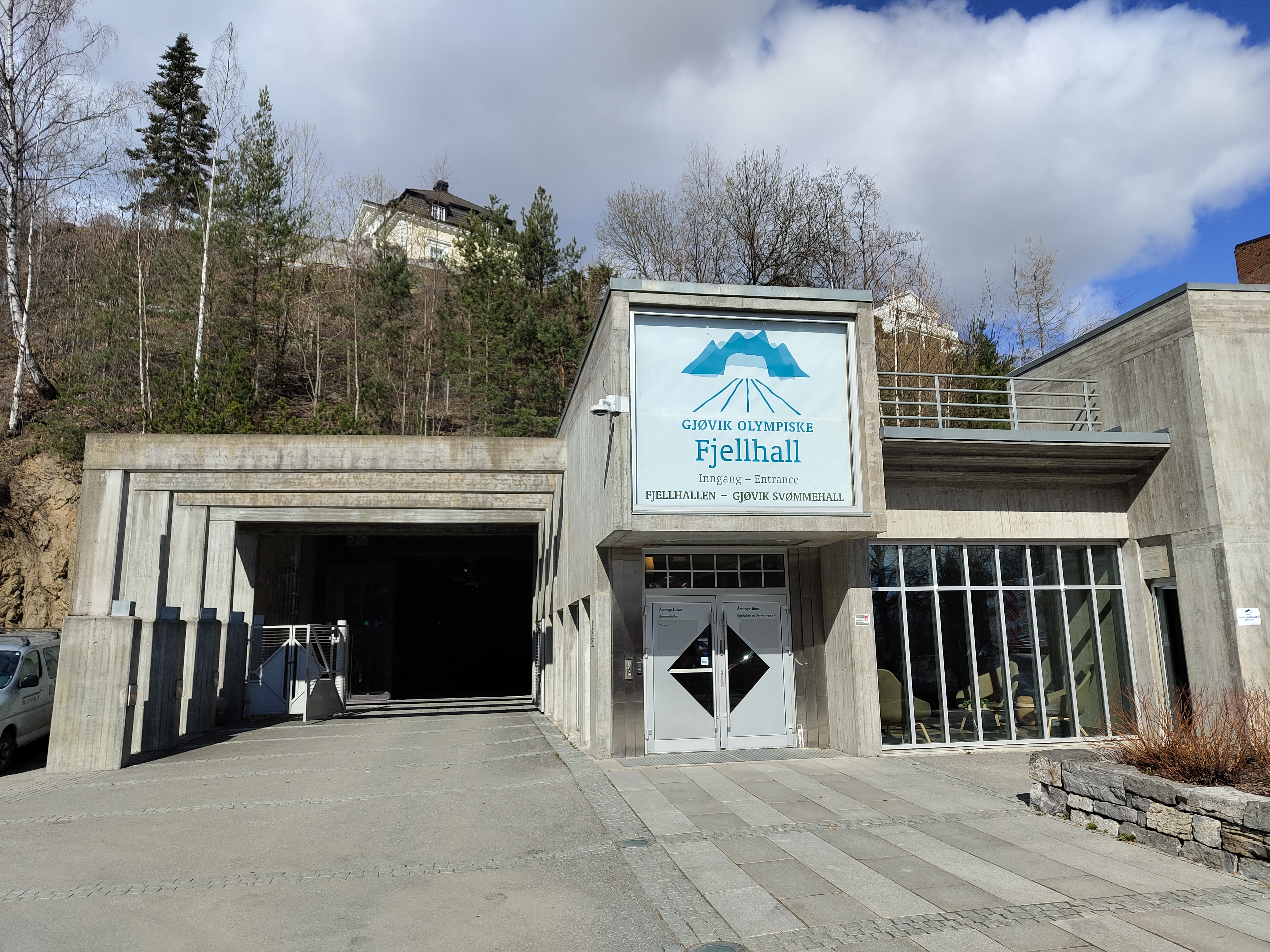
Gjøvik, olympijská podzemní hala, vstup

Gjøvik Olympiske Fjellhall (norština: Fjell = hora) je podzemní viceúčelová sportovní hala ve městě Gjøvikv norské kommune Gjøvik. Byla postavena pro pořádání hokejových zápasů, které se měly konat ve městě Gjøvik během zimních olympijských her v roce 1994. Je využívána pro lední hokej, házenou, koncerty a další akce. Byla otevřena v roce 1993 jako 29. ledová plocha v Norsku. Je domovem hokejového týmu Gjøvik Hockey a má kapacitu 6000 míst, z toho 980 míst k stání.

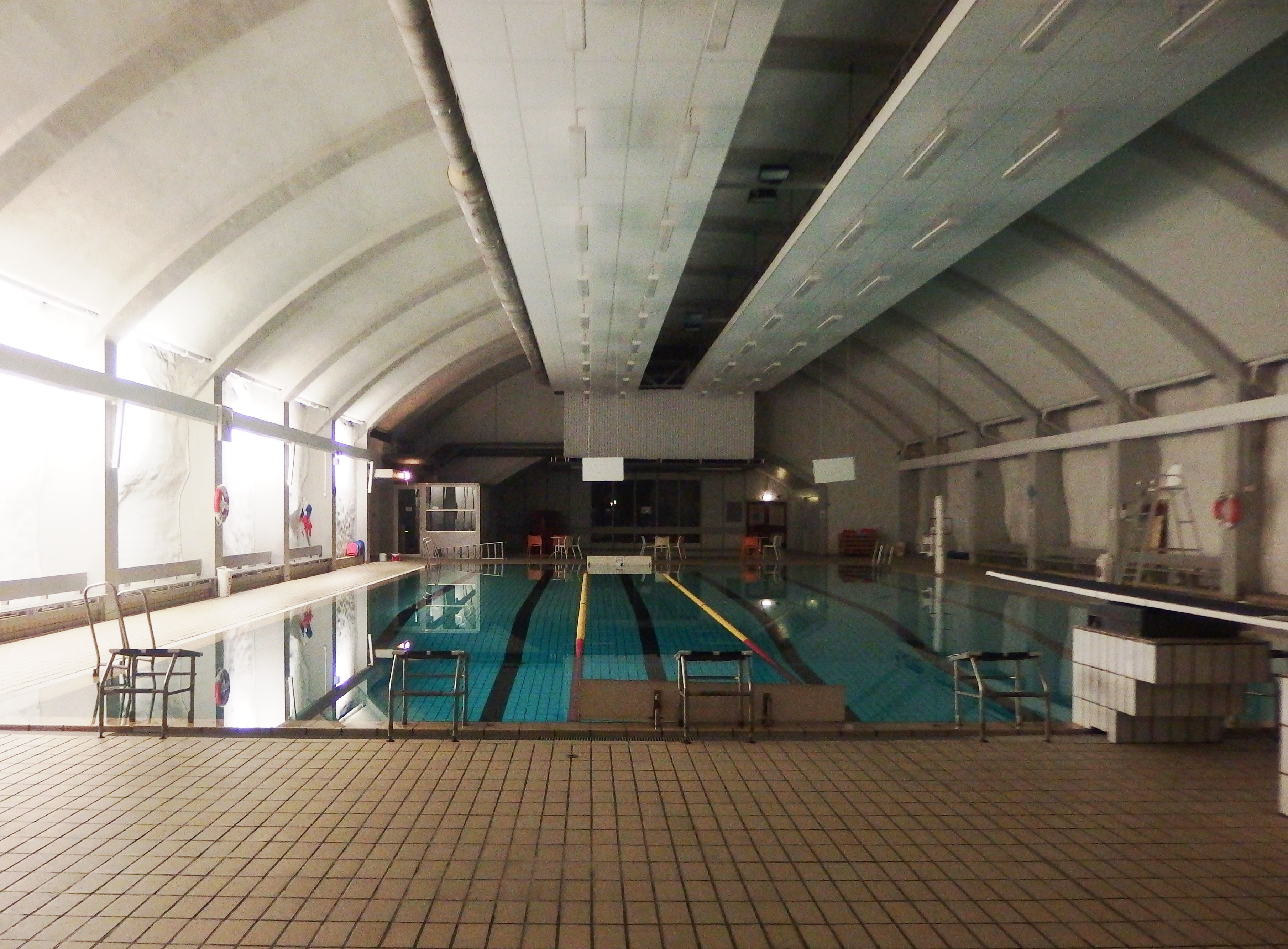
Gjøvik, olympijská podzemní hala, plavecký bazén

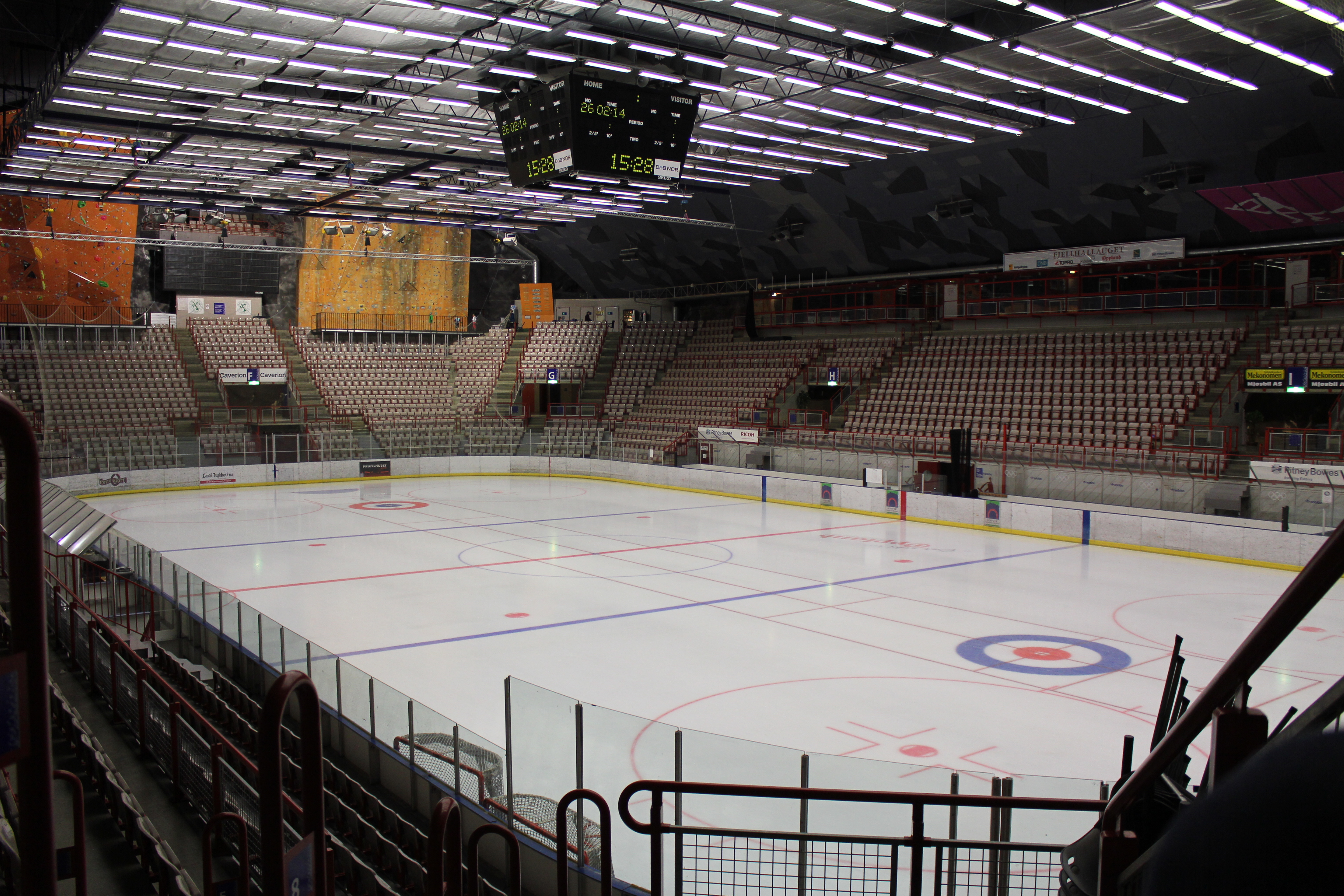
Gjøvik, olympijská podzemní hala, hokejový stadion

Je součástí komplexu Fjellhallen, který byl celý postaven do obrovské jeskyně vyrubané ve skále. Hala byla postavena v návaznosti na již existující plavecký bazén, který se také nachází uvnitř hory. V zimě roku 2008 byly dále postaveny dvě nové lezecké stěny, díky nimž se jedná o jedno z nejlepších lezeckých center v interiéru.
Komplex stál 134,6 milionu norských korun. Během zimních her se tam odehrálo 16 zápasů turnaje v ledním hokeji. V roce 1995 se zde konalo Mistrovství světa v rychlobruslení. Fjellhallen je největší jeskynní síň na světě, přístupná veřejnosti.

## Historie
Vzhledem k tomu, že polovinu povrchu země tvoří obnažené skály, má Norsko tradici ve výstavbě horských podzemních prostor pro mnoho účelů, od tunelů přes elektrárny až po sportovní centra. Často také slouží jako protiletecké kryty. Kommune Gjøvik otevřela první norské podzemní koupaliště v roce 1974. S nápadem vybudovat podzemní kluziště přišel v roce 1988 inženýr Jan A. Rygh při večeři s městským inženýrem Helge Simenstadem, od kterého se dozvěděl, že Gjøvik potřebuje ledovou plochu pro olympijské hry. První návrhy se dělaly na ubrousku v restauraci. Vznikl také alternativní návrh konvenčního kluziště. Jednou z výhod podzemního prostoru bylo, že by nezabíral cenné místo v centru města a ani nezasahoval do městského panorámatu, přestože by byl centrálně umístěný. To snížovalo cestovní náklady a také náklady na chlazení v důsledku celoročně stabilní přirozené teploty.V prosinci 1989 sestavil olympijský organizační výbor (Lillehammer Olympic Organizing Committee, LOOC) v Lillehammeru plán rozpočtu a v dubnu 1990 norský parlament schválil grant. V říjnu uzavřely LOOC a obec Gjøvik dohodu o společném vlastnictví. Dne 24. ledna 1991 rozhodla obecní rada o výstavbě v podzemí a projekt byl svěřen společnosti Fortifikasjon. Hlavními architekty byli Moe-Levorsen. Vznikla výzkumná skupina, která se zabývala větráním, zásobováním energií, geologií a požární ochranou. Skupina také vytvořila marketingové informace pro mezinárodní propagaci norské podzemní technologie.

### Geologie
Horninou je rula, stará 800 až 1100 milionů let. Tento typ horniny je pro ražbu podzemních prostor velmi vhodný. Před zahájením stavby byl proveden velmi rozsáhlý geologický průzkum, odebrání vzorků jádra z vrtů a jejich testování v laboratořích SINTEF a NGI (Norský geotechnický institut). Bylo měřeno napětí v horninovém masivu in-situ a provedeno mnoho dalších geofyzikálních testů. Byly vytvořeny počítačové modely budoucího podzemního prostoru, takže bylo možné předpovídat, jak bude horninový masiv v okolí plánovaného podzemního prostoru reagovat na vrtání a odstřely.

### Stavba
Stavební práce byly zahájeny 1. dubna 1991. Nejprve byl vyražen strop podzemního prostoru, pak se začalo razit směrem dolů.Další ražby byly prováděny do hloubky po 10 metrech pod budoucím stropem podzemní haly. Prvních osm měsíců bylo věnováno výhradně ražbám. Bylo vyrubámo a odvezeno 140 000 metrů krychlových horniny při potřebě 29 000 jízd nákladních automobilů. Při odstřelech bylo použito 170 tun dynamitu. Vytěžená hornina byla použita k vybudování nového přístavu, promenády na břehu jezera a parkoviště. Během prací byl skalní masiv nepřetržitě sledován. Koruna stropu poklesla o 8 až 10 milimetrů, což bylo podle očekávání.
Hala stála 134,6 milionů NOK, z toho 88,5 milionů NOK poskytla vláda. 6. května 1993 byla podzemní hala otevřena při celostátní televizní show, které se zúčastnilo 5000 hostů. Hala je plně v majetku kommune.

### Vybavení
Komplex Fjellhall se nachází západně od centra města Gjøvik, s hlavní halou 120 metrů do hory. Pokrývá jej 25 až 55 metrů skalního nadloží. Kromě hlavní haly je zde plavecký bazén, bufet a telekomunikační zařízení provozované společností Telenor. Hlavní hala je víceúčelová a může sloužit pro sálový fotbal, házenou, basketbal, volejbal a tenis, stejně jako pro koncerty, stravování a další akce.
Hrubá plocha areálu je 14 910 m2, čistá plocha 10 010 m2. Stadion má rozlohu 1965 m2, veřejné plochy 2224 m2, mediální centrum 2110 m2, zázemí pro účastníky 263 m2, administrativní a VIP prostory 577 m2 a provozní, řídící, technické, elektrické a skladovací prostory 2253 m2. Hlavní hala je 61 m široká, 91 m dlouhá a 25 m vysoká. Kapacita ledové plochy je 5 800 míst, i když během olympijských her to bylo 5 300 míst. Tribuny mají pod sebou bezpečnostní zónu; v případě požáru mohou být diváci evakuováni do těchto prostor, kde by zůstali, dokud nebude evakuace bezpečná. Hala je současně zařízením civilní obrany a je navržena tak, aby odolala jaderným, konvenčním a plynovým útokům.

### Architektura
Místa pro konání olympiády byla vybírána tak, aby odrážela norskou kulturu a charakter. Hala byla tedy navržena tak, aby připomínala skandinávský folklór (jako je Ve sluji Krále hor v dramatické básni Peer Gynt od Henrika Ibsena) a jeskyně pohádkových trollů. Toho bylo dosaženo pomocí stříkaného betonu na stěnách, který působí temným a tajemným dojmem. Osvětlení se použilo k vytvoření vysokého kontrastu, například od vchodu, který je tmavý, až po hlavní sál, který je jasně osvětlený, aby se zdůraznila jeho velikost. Tmavý vchod slouží také k úpravě očí diváků, aby se hlavní sál zdál světlejší. Byl také použit kontrast mezi štíhlými liniemi tribun a hrubým povrchem okolní skály. Jako hlavní barva haly byla vybrána červená, kvůli přirozenému výskytu červené ve skále. Použity byly skleněné dlaždice, protože dávají asociaci ledu. Ventilační, energetické a další instalace využívají lesklý kov, představující stříbro zasazené do skály. Hala je koncipována jako amfiteátr s úzkým kontaktem mezi diváky a sportovci.

## Události
Od otevření začal v hale hrát klub Gjøvik Hockey a to v roce 1993 ve čtvrté divizi.Během zimních olympijských her v roce 1994 se v hale mezi 12. a 26. únorem odehrálo16 zápasů ledního hokeje, včetně dvou čtvrtfinále a jednoho semifinále. Zbývající zápasy se hrály ve větší hale Håkons v Lillehammeru. Od března 1995 provozovatel zavedl celoroční provoz ledové plochy. Díky přirozenému chlazení hory provozovatel ušetřil 1 000 kilowattů nákladů na vytápění tím, že chladicí systém použil i k vytápění. Dne 4. dubna 1995 se zde konal mezinárodní zápas mezi Norskem a Švédskem.
Mistrovství světa v rychlobruslení na krátké dráze v roce 1995 se mělo původně konat v Hamaru, v olympijské sportovní hale CC Amfi, na stejném místě jako při zimních olympijských hrách v roce 1994. Protože však Storhamar v naplánovanou dobu hrál play-off norského mistrovství v ledním hokeji, bylo v prosinci 1994 rozhodnuto přesunout mistrovství světa do Gjøviku. Šampionát byl zahájen v pátek 17. března závody na 1500 metrů a následující den probíhaly závody na 500 metrů. Zbývající akce se konaly 19. března. Během šampionátu bylo vytvořeno šest světových rekordů. Čas Chae Ji-hoona 4:56,29 na 3000 metrů mužů a Chun Lee-kyung 5:02,18 na 3000 metrů žen. Kim Yun-mi vytvořila v úvodním závodě rekord na 500 metrů žen za 45,33, zatímco Frederic Blackburn v semifinále na 1500 metrů zajel světový rekord za 2:19,71. Také obě štafety vytvořily světové rekordy: Kanada rekord mužů 7:09,76 a Čína rekord žen 4:26,68.
Hala Fjellhall byla faké jedním ze sedmi míst ve kterých se pořádalo mistrovství světa v házené žen v roce 1999.
V roce 2016 uspořádal zimní olympijské hry mládeže Lillehammer a Gjøvik v rychlobruslení na krátké dráze.